# Instituția Publică Gimnaziul Pănășești
Instituția Publică Gimnaziul Pănășești este școala din satul Pănășești ,raionul Strășeni cu peste  450 de elevi
Biografie:
| Coordonate : 5G38+F7                                             |
| Fondat : 1961                                                    |
| Țara : Republica Moldova                                         |
| Raion : Strășeni                                                 |
| Comuna : Pănășești                                               |
| Număr de contact: 023777215                                      |
| Facebook: https://www.facebook.com/profile.php?id=61554022265597 |

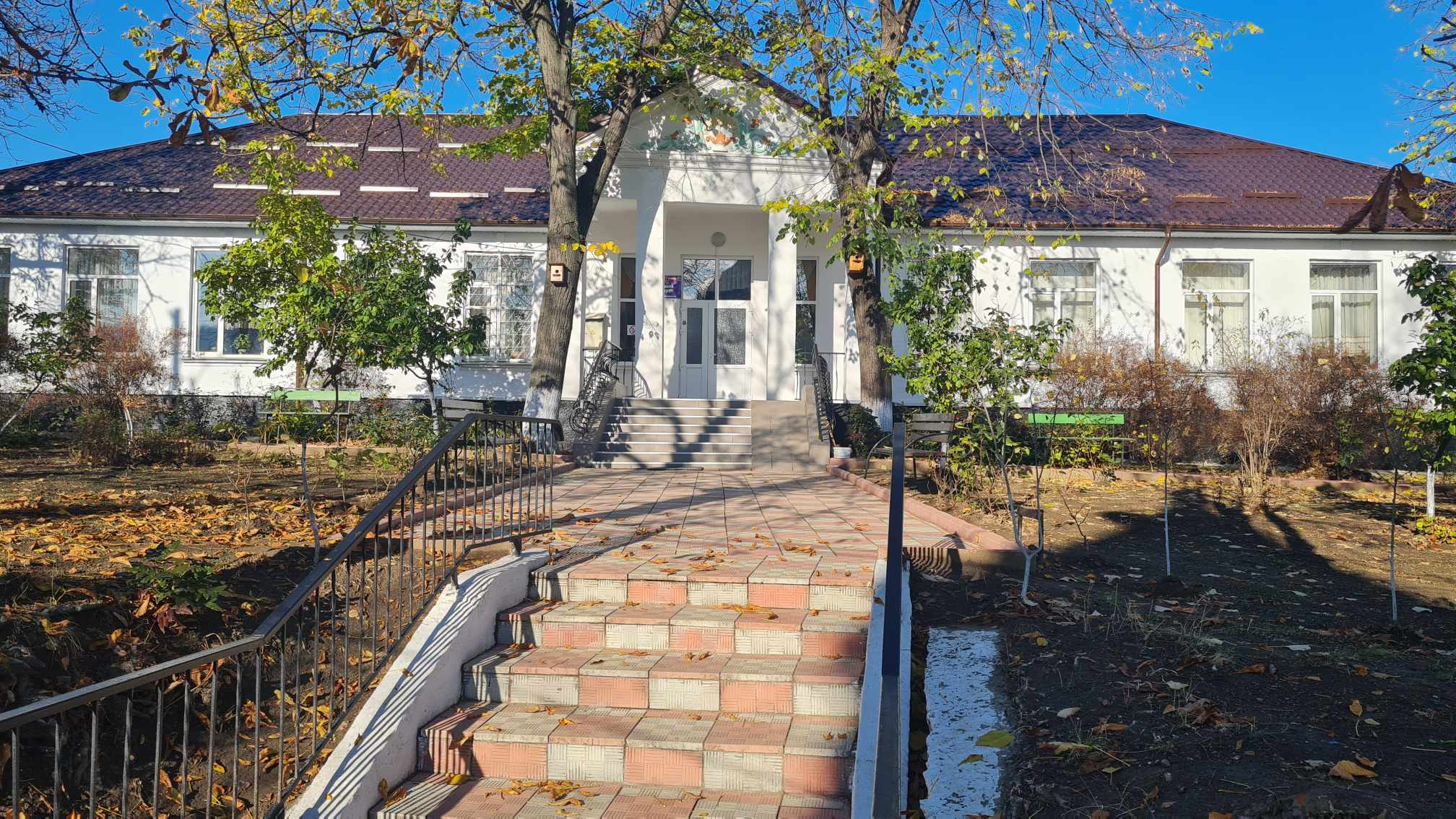

Gimnaziul Pănășești a fost fondat în anul 1961 ca școală de opt ani, iar din 1963 ca școală medie de cultură generală cu predare în limba română. Inițial, școala număra 450 elevi, repartizați in 16 complete de clasă și 20 de cadre didactice. Capacitatea de proiect a școlii este de 260 de locuri, dar consider ca trebuie revizuit proiectul, întrucât initial nu era planificat centrul de resurse, cabinetul metodic, laboratorul de informatică, bucătăria și cantina școlară. Începând cu I septembrie 2009, instituția are statut de gimnaziu. Până în anul 2012 instituția a activat în două schimburi. Gimnaziul Pănășești este amplasat într-o clădire-tip cu două blocuri a câte un etaj. Blocul A numără 6 săli de clasă în care își fac studiile elevii din treapta gimnazială și o clasă primară, un laborator de informatică, biblioteca, centrul de resurse, cabinetul metodic, cabinetul medical. Blocul B numără 5 săli de clasă în care învață elevii din treapta primară, un atelier în care se desfășoară lectiile de educație tehnologică, prelucrarea lemnului, bucătăria si cantina școlară. Actualmente în gimnaziu își fac studiile 221 elevi, repartizati in 11 complete de clasa: Treapta primară -6 complete de clasă cu un numar de 114 elevi și treapta gimnaziala -5complete de clasă cu un numar de 107 elevi. În instituție activează 20 de cadre didactice calificate, 2 cadre didactice-auxiliare și 9 -personal nedidactic, care contribuie la instruirea si educatie.
Informații

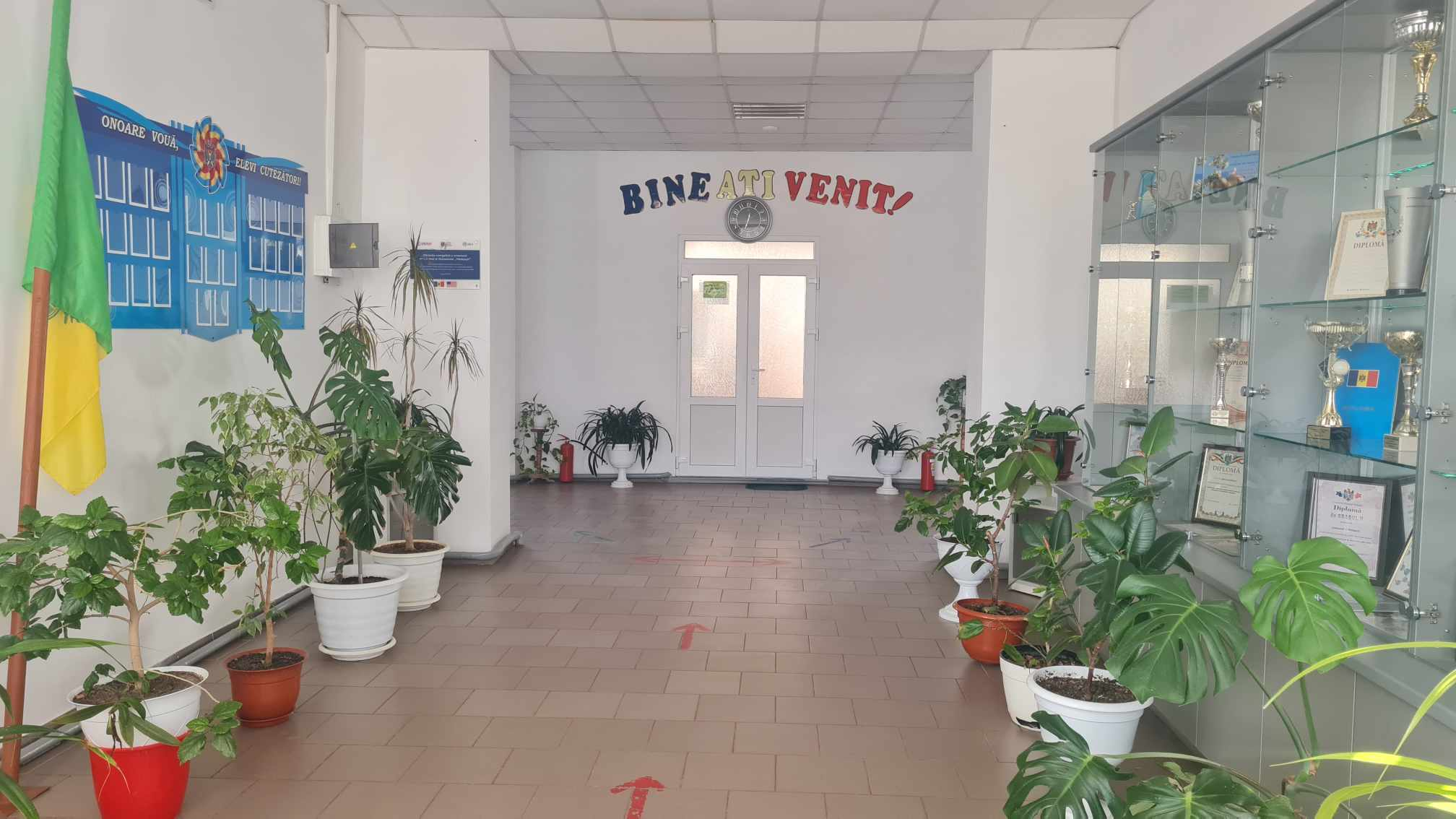
Intrarea școlii

În gimnaziu 12 pedagogi (60%) sunt deținători de grad didactic doi. Asigurarea didactică în instituție constituie 100%. Rata școlarizării elevilor constituie 100%. Spațiul rezervat pentru realizarea procesului educațional se utilizează la 90% din numărul total de locuri disponibile. Starea și baza tehnico-materială a gimnaziului este bună, conform indicatorilor Standardelor de calitate pentru instituțiile de invatamânt primar și secundar general. Se incadreaza in normele sanitaro -igienice și corespund cerintelor de studii și muncă pentru cadrele didactice și elevi. Gimnaziul este unica instituție preuniversitară din localitate. Este amplasată in centrul satului, având ca vecini biserica, casa de cultură și grădinița de copii Aici își fac studiile copiii din satul Pänasesti si satul Ciobanca

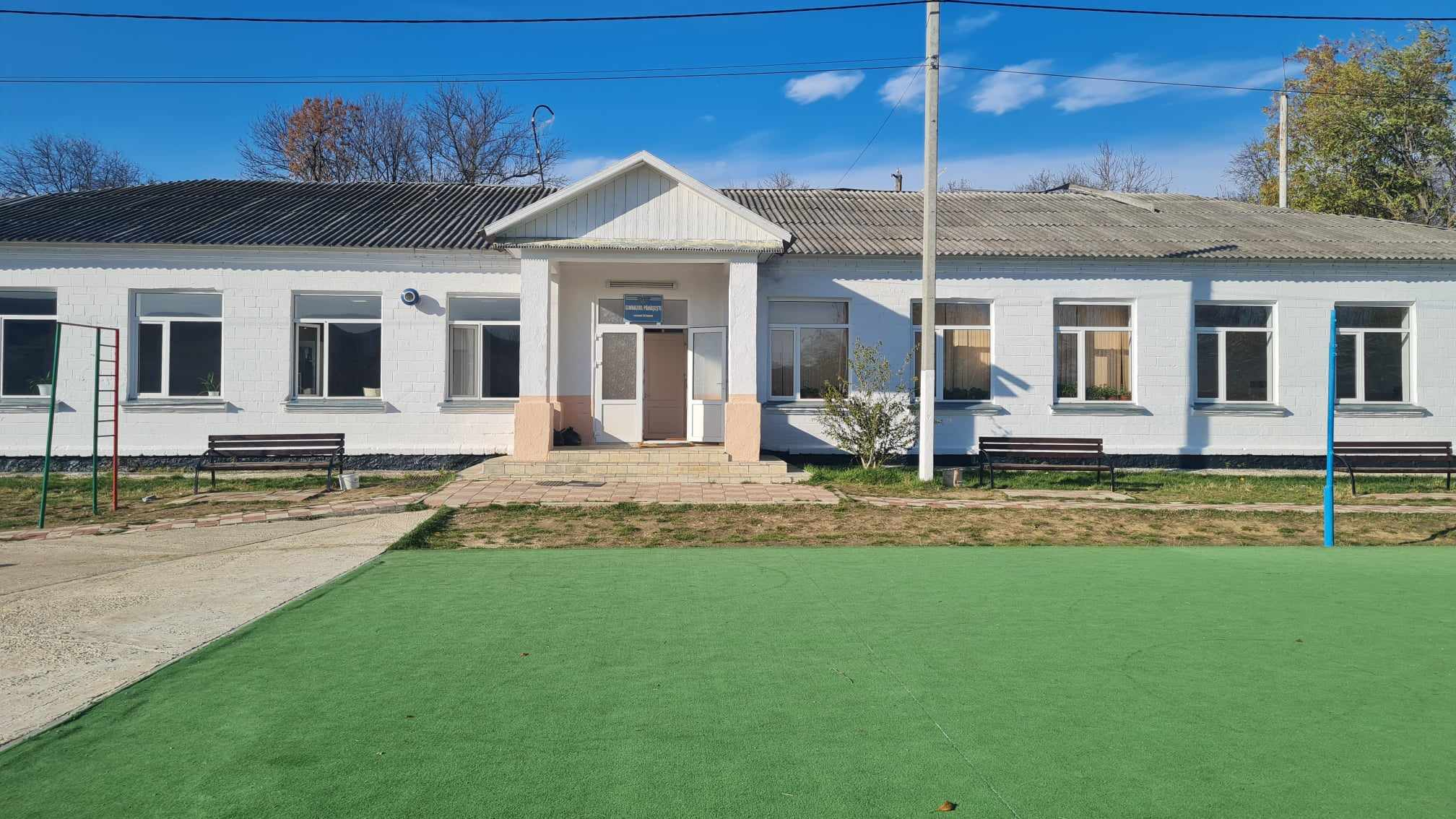
Școala primară

Școala primară este aproximativ la 60 de metri distanță de Instituția Publică Gimnaziul Pănășești. În Școala primară învață elevii din clasele 1-4-a. Acolo se mai află cantina, atelierul de educație tehnologică și sala de sport. Pe lângă ea se mai află și un teren de sport. 
Bibliografie:

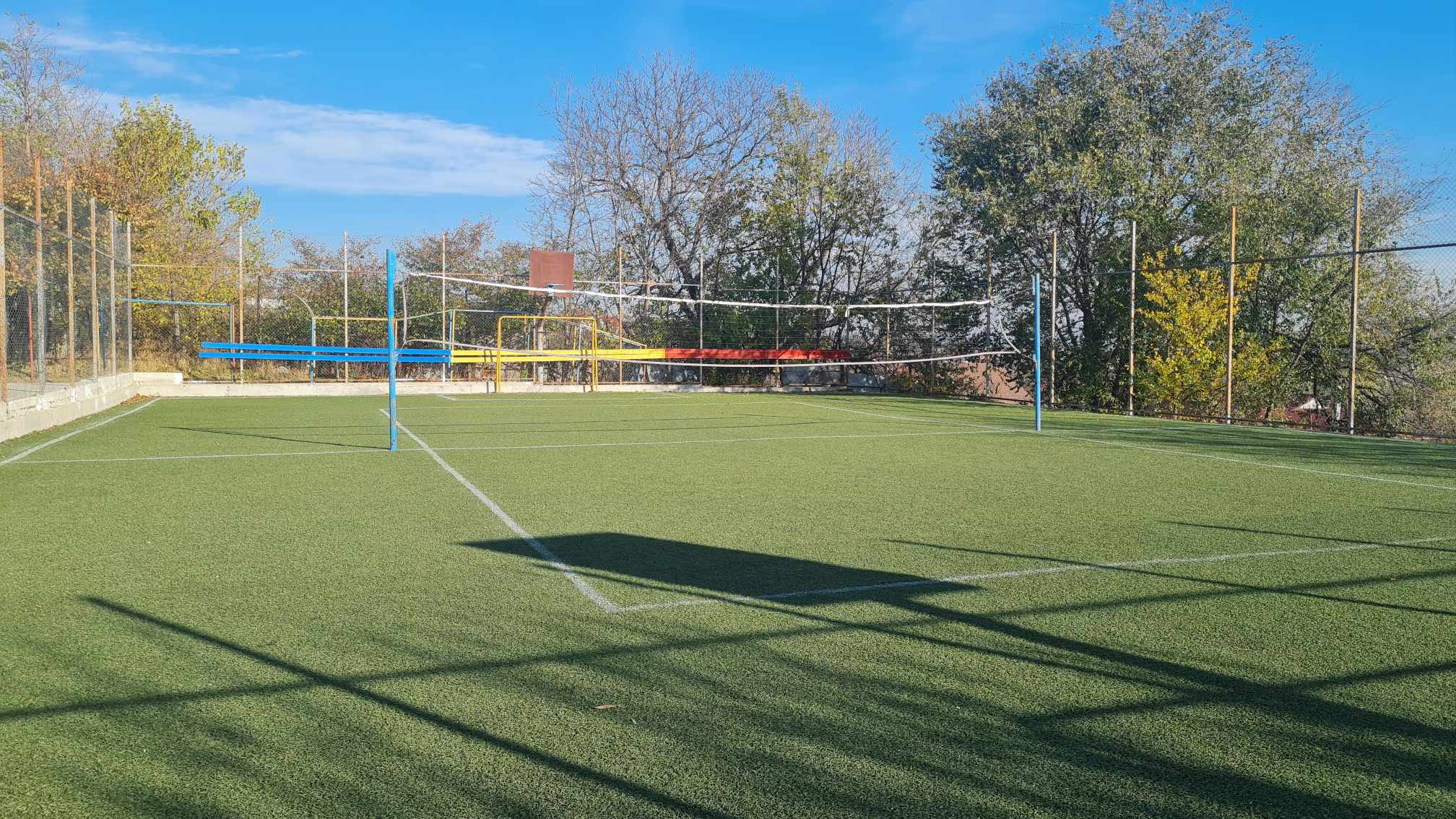
Terenul sportiv cu lungimea de 30 m x 15 m

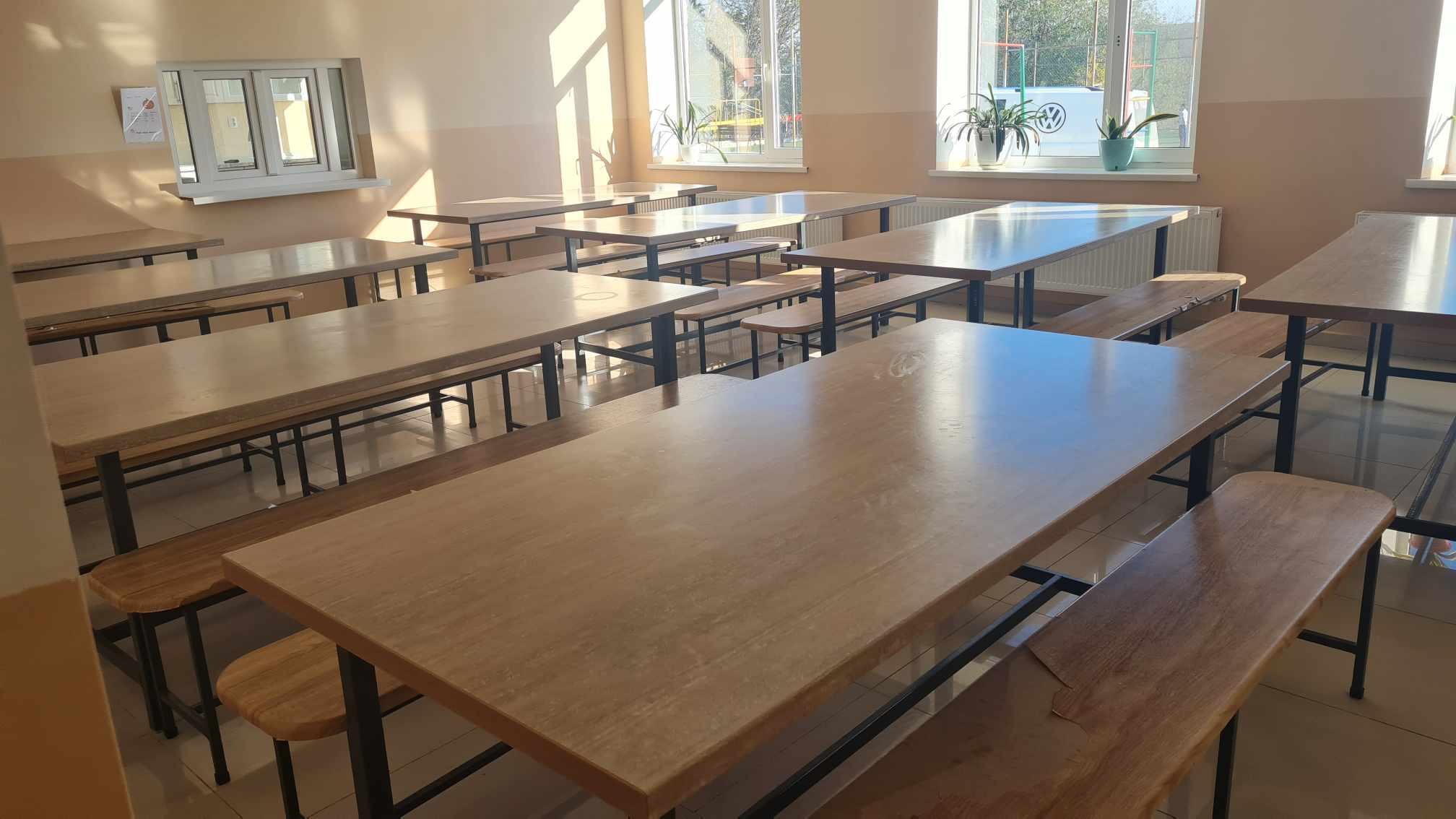
Cantina școlii

1. Biblioteca școlară,din cartea „ Pănășești ,File de Istorie ”(Dinu Poștarencu).
2. Arhiva școlară; (2000-2023).
3. Informație de la profesorii: (David Tatiana,Moșneaga Valentina,Panuș Leonora,Cibotaru Vladimir ).